# Antipalus varipes
Antipalus varipes es una especie de mosca del género Antipalus, de la familia Asilidae, orden Diptera.

## Distribución
Se distribuye por Europa: Alemania, Países Bajos, Dinamarca, Suecia y Francia.

## Taxonomía
Fue descrita por Meigen en 1820 y publicada en Meigen, J.W. (1820) Systematische Beschreibung der bekannten europäischen zweiflügeligen Insekten. Zweiter Theil. Forstmann, Aachen. xxxvi + 363 pp.